# Viper (Six Flags Magic Mountain)
Viper is een achtbaan in het Amerikaanse pretpark Six Flags Magic Mountain en staat in het Baja Ridge parkdeel.

## Algemene Informatie
Viper is een door Arrow Dynamics gebouwde stalen achtbaan welke is geopend in 1990. Viper is 1 van 3 Arrow Mega-Loopers die gebouwd zijn. De achtbaan is 57 meter hoog en is 1170 meter lang. De topsnelheid bedraagt 110 km/u. De achtbaanrit duurt 2 en een halve minuut en telt 7 inversies.
Bij de opening van Viper in april 1990 was het de hoogste en snelste loopingachtbaan. In mei 1991 opende Steel Phantom in Kennywood en Viper verloor daarmee het snelheidsrecord. Viper hield het record voor hoogste volledige looping ter wereld (met maximaal 43 m boven de grond). Na de modificaties aan Steel Phantom in 2001 waarbij de inversies werden verwijderd was Viper weer de snelste loopingachtbaan ter wereld. Deze titel werd toen gedeeld met Superman Krypton Coaster in Six Flags Fiesta Texas aangezien deze even snel is. Pas toen Storm Runner in 2004 opende in Hersheypark verloor Viper wederom de titel snelste loopingachtbaan. Viper behield het hoogterecord tot 1997. Toen opende Alpengeist in Busch Gardens Williamsburg.

## Ritervaring
Tijdens de rit gaan de passagiers door 7 inversies (3 loopings, 1 batwing en 2 kurkentrekkers). Vanwege de hoogte en het aantal inversies blijft Viper populair onder de bezoekers ondanks dat andere achtbanen in Six Flags Magic Mountain extremer zijn. Vanwege de metalen handvatten aan de veiligheidsbeugels waar men zich vrij eenvoudig aan kan stoten tijdens de rit klagen sommige mensen dat de rit nogal ruw is.